# Гончаренко Дмитро Володимирович
Дмитро́ Володи́мирович Гончаре́нко — капітан Збройних сил України, учасник російсько-української війни.

## З життєпису
Випускник 2011 року Академії сухопутних військ імені гетьмана Петра Сагайдачного, спеціальність «управління діями підрозділів аеромобільних військ».

## Нагороди
- Орден «За мужність» III ступеня (27 червня 2015) — за особисту мужність і героїзм, виявлені у захисті державного суверенітету та територіальної цілісності України, вірність військовій присязі під час російсько-української війни[1].